# 5 000 000 000 лет одиночества. Поиск жизни среди звёзд
5 000 000 000 лет одиночества. Поиск жизни среди звёзд (англ. Five Billion Years of Solitude) ― научно-популярная книга журналиста и писателя Ли Биллингса. Первоначально текст книги был опубликован 3 октября 2013 года на сайте «Current». Версия в мягкой обложке была опубликована 28 октября 2014 года.

## Содержание
Автор книги задался вопросом: Есть ли в нашей Галактике или за её пределами планеты, похожие на Землю? Являются ли условия жизни на Земле типичными для планет земной группы или мы живём в уникальном мире? Одиноки ли мы во Вселенной?
Пять миллиардов лет планета Земля одиноко существовала в бескрайней Вселенной. Но вскоре, изоляция Земли может прийти к концу. За последние 20 лет астрофизики обнаружили тысячи планет, вращающихся вокруг других звёзд. Некоторые из этих экзопланет могут оказаться зеркальным отражением нашей планеты.
В этой книге Биллингс повествует о науке, которая занимается поиском экзопланет в нашей Галактике. С момента первого обнаружения планеты, вращающейся вокруг другой звезды, похожей на Солнце в 1995 году, учёные открывают всё большее количество миров за пределами нашей Солнечной системы с помощью телескопов и космических аппаратов.
Биллингс повествует об учёных-астрофизиках, стоящих за этими открытиями, и их мысли не только об экзопланетах, но также об их триумфах и разочарованиях в их поисках разгадки одной из величайших загадок человечества: одиноки ли мы?
В книгу вошли интервью с Фрэнком Дрейком, Джеффри Марси, Грегом Лафлином, Джеймсом Кастингом, Мэттом Маунтином, Уэсли Траубом, Сарой Сигер и многими другими выдающимися исследователями космоса.

## Название глав
В книге 10 глав:
- В поисках долголетия
- Орхидеи Дрейка
- Расколотая империя
- Ценность мира
- После золотой лихорадки
- Большая картинка
- Из равновесия
- Аберрации света
- Орден Нуль
- В бесплодные земли

## Издание в России
Книга «5 000 000 000 лет одиночества. Поиск жизни среди звезд» была переведена на русский язык и издана в 2016 году.